# TRIM69
TRIM69‏ (Tripartite motif containing 69) هوَ بروتين يُشَفر بواسطة جين TRIM69 في الإنسان.